# Бјанкане ди Луцена (Форли-Чезена)
Бјанкане ди Луцена је насеље у Италији у округу Форли-Чезена, региону Емилија-Ромања.
Према процени из 2011. у насељу је живело 21 становника. Насеље се налази на надморској висини од 339 м.